# Печёный, Михаил Фёдорович
Михаил Фёдорович Печёный (укр. Михайло Федорович Печений; 8 [21] ноября 1906, Николаев, Херсонская губерния — 14 ноября 1980, Львов) — советский футболист, тренер и спортивный арбитр, Заслуженный тренер УССР (1961), судья республиканской категории.

## Футбольная биография

### Карьера игрока
В футбол Михаил начинал играть в родном Николаеве, принимая участие в дворовых баталиях. В начале 1920-х годов уличные команды начали объединяться по территориальному принципу. В одной из таких команд, получившей громкое название «Гладиатор», играл и Печёный. Вскоре николаевский окрисполком принял специальное постановление о привлечении молодёжи в спортклубы, после чего Михаил с товарищами играют за созданный николаевский спортивный клуб. С 1923 года играет за местную команду «Желдор», а в 1927—1928 годах за «Райком металлистов». В 1926—1928 годах Печёный выступает за сборную города, которая считалась одной из самых сильных команд юга страны. В этот период николаевцы участвуют в республиканских турнирах и спартакиадах, где занимают призовые места. В мае 1928 года сборную Николаева приглашают на товарищеские матчи в Ленинград и Москву, где команда и её игроки хорошо себя зарекомендовали. Проиграв в первом матче 2:3 сборной Ленинграда, с крупным счётом победили сборную Москвы, которую представляли футболисты столичного «Пищевика». В том же году Михаил Печёный принял участие в первом международном матче николаевцев против сборной рабочего спортивного союза Финляндии — команды «ТУЛ». Поединок завершился победой советского коллектива со счётом 3:1. Отличился в этом матче и Михаил, забив гол с пенальти.
В 1929 году талантливого нападающего приглашает в тифлисское «Динамо» известный футболист и тренер Ассир Гальперин. Впрочем надолго задержаться в грузинской команде левому крайнему нападающему было не суждено, уже в мае Печёный перебирается в «Динамо» киевское, где играет до июля 1933 года.
14 сентября 1929 года нападающий стал участником первого в истории киевского «Динамо» международного матча, сыгранного киевлянами против рабочей команды Нижней Австрии. Поединок завершился поражением динамовцев со счётом 3:4, а Михаил Печёный в этом матче отличился забитым голом. С 1927 по 1933 годы Печёный входил в состав сборной УССР, а в 1929—1933 годах также был игроком сборной Киева. В 1929 году входил в состав всесоюзной сборной ПСО «Динамо». В 1927 году был включён в список сборной СССР-2. С июля 1933 года нападающий выступал за одесское «Динамо», а в 1934—1936 годах был игроком команды «Динамо» (Горький).

### Карьера тренера
В 1937 году Печёный возвращается в Киев, где был играющим тренером местного «Спартака». В 1939 году Михаил Фёдорович назначается старшим тренером киевского «Динамо». Но существенных успехов в игре и турнирном положении команды добиться не смог, дважды подряд киевляне финишировали на 8 месте, и в конце сезона 1940 года Печёного на тренерском мостике сменил вызванный из Ленинграда Михаил Бутусов.
С началом Великой Отечественной войны Печёный оказался в эвакуации в Казахстане, где в 1942—1943 годах тренировал динамовскую команду из Алма-Аты. После войны вернулся на Украину, где в 1945—1947 годах тренировал львовский «Спартак». В дальнейшем остался жить во Львове, работал тренером детско-юношеских команд.

## Достижения
- Серебряный призёр чемпионата УССР: (1927)
- Бронзовый призёр чемпионата УССР: (1928)
- В списках «44 лучших» в СССР: (№ 3—1928)
- В списках «33 лучших» в СССР: (№ 3—1930)